# Ichthyomys pittieri
Ichthyomys pittieri és una espècie de mamífer rosegador de la família dels cricètids. És endèmica de Veneçuela, on viu a altituds d'entre 800 i 1.100 msnm. Els seus hàbitats naturals són les selves d'arbres alts i les selves nebuloses montanes. Es tracta d'un animal nocturn i semiaquàtic. Està amenaçada per la destrucció del seu medi.
L'espècie fou anomenada en honor del naturalista suís Henri François Pittier.